# Cseh István (festő)
Cseh István (Cegléd, 1916. február 21. – Budapest, 1975. május 23.) magyar festő. Főleg tájképeket és portrékat alkotott.

## Életpályája
1946-ben végzett a budapesti Képzőművészeti Főiskolán, ahol mesterei Berény Róbert, Burghardt Rezső és Koffán Károly voltak. 1947–1948-ban Kmetty János ösztöndíjas tanársegédje volt. 1952-től a Budapesti Műszaki Egyetem építészmérnöki kar rajztanszékén tanított haláláig. 

## Díjai, elismerései
- A köztársasági elnök díja (1947)

## Egyéni kiállításai
- Az első egyéni kiállítását 1959-ben rendezte a Fényes Adolf-teremben.
- Medgyessy-terem, Hódmezővásárhely (1960),
- Kossuth Múzeum, Cegléd (1967).